# Antoaneta Kostadinova
Antoaneta Kostadinova (en búlgaro: Антоанета Костадинова; nacida Antoaneta Boneva, Targovishte, 17 de enero de 1986) es una deportista búlgara que compite en tiro, en la modalidad de pistola.
Participó en cuatro Juegos Olímpicos de Verano, entre los años 2012 y 2024, obteniendo una medalla de plata en Tokio 2020, en la prueba de pistola de aire 10 m.
En los Juegos Europeos consiguió cinco medallas, plata en Bakú 2015, dos bronces en Minsk 2019 y plata y bronce en Cracovia 2023. Ganó cuatro medallas en el Campeonato Europeo de Tiro entre los años 2015 y 2025.

## Palmarés internacional
| Juegos Olímpicos   | Juegos Olímpicos      | Juegos Olímpicos  | Juegos Olímpicos   |
| Año                | Lugar                 | Medalla           | Prueba             |
| ------------------ | --------------------- | ----------------- | ------------------ |
| 2020               | Tokio (Japón)         | Medalla de plata  | Pistola 10 m       |
| Juegos Europeos    |                       |                   |                    |
| Año                | Lugar                 | Medalla           | Prueba             |
| 2015               | Bakú (Azerbaiyán)     | Medalla de plata  | Pistola 25 m       |
| 2019               | Minsk (Bielorrusia)   | Medalla de bronce | Pistola 10 m       |
| 2019               | Minsk (Bielorrusia)   | Medalla de bronce | Pistola 25 m       |
| 2023               | Breslavia (Polonia)   | Medalla de plata  | Pistola 25 m       |
| 2023               | Breslavia (Polonia)   | Medalla de bronce | Pistola 10 m mixto |
| Campeonato Europeo |                       |                   |                    |
| Año                | Lugar                 | Medalla           | Prueba             |
| 2015               | Arnhem (Países Bajos) | Medalla de plata  | Pistola 10 m       |
| 2016               | Győr (Hungría)        | Medalla de plata  | Pistola 10 m       |
| 2022               | Hamar (Noruega)       | Medalla de plata  | Pistola 10 m mixto |
| 2025               | Châteauroux (Francia) | Medalla de bronce | Pistola 25 m       |